# Pheidole argentina
Pheidole argentina là một loài côn trùng thuộc họ Formicidae. Đây là loài đặc hữu của Argentina.